# NGC 1200
| Galáxia elíptica NGC 1200 |                                                         |
| NGC 1200 DSS.jpg          |                                                         |
| Dados do catálogo:        |                                                         |
| Classificação do objeto:  | L                                                       |
| Brilho superficial        | 14,6                                                    |
| Massa (Sol=1)             | ----                                                    |
| Outras denominações:      | MCG-02-08-043, H II-475, h 2506, GC 644, PGC 11545, etc |

NGC 1200 é uma galáxia elíptica situada na direção da constelação de Erídano. Possui uma magnitude aparente de 12,5, uma declinação de -11º 59' 30" e uma ascensão reta de 3 horas 3 minutos 54,6 segundos.